# 中瀬 (石巻市)
中瀬（なかぜ、なかせ）は宮城県石巻市の旧北上川河口にある島（中州）である。郵便番号は986-0823。2021年12月末時点での人口は1人で世帯数は1世帯である。通称マンガッタン島。
石巻における造船業や文化面での中心地だった。2011年（平成23年）に発生した東日本大震災で被災し、一部の建築物を除いてほとんどの建物が津波によって流失した。今後、中瀬は全域が公園として整備される予定である。

## 歴史
中瀬は江戸時代から造船のための土地として利用されてきた。宝暦年間（1751年から1764年）に北上川の改修が行われたが、この時、中瀬は特別に残された。中瀬の上流側に、小中瀬と上中瀬があったが、これらは明治時代の末までに水没したと言われている。1882年（明治15年）に中瀬と川の両岸を結ぶ内海橋が開通してからは、ここに芝居小屋が置かれ、中瀬は石巻における産業、文化の拠点の一つとなった。昭和30年代以降になると次第に造船業が縮小していき、1973年（昭和48年）には造船所の跡地を活用した公園が建設された。江戸時代の慶長遣欧使節が渡航で使ったサン・ファン・バウティスタ号の復元船は、1993年（平成5年）に中瀬で進水したものである。この頃の中瀬は、住宅や商店、劇場、料亭、造船所、鉄工所などが混在する地域だった。
2011年（平成23年）3月11日の東北地方太平洋沖地震（東日本大震災）で発生した津波により、中瀬は甚大な被害を受けた。石巻市は中瀬を震災からの復興の象徴と位置づけ、その全域を公園として整備する計画を立てている。

## 主な施設

### 石ノ森萬画館
石ノ森萬画館（いしのもりまんがかん）は、2001年（平成13年）に開業したミュージアム。英文名称は「Ishinomaki Mangattan Museum」（いしのまきマンガッタンミュージアム）。石巻ゆかりの漫画家である石ノ森章太郎の記念館である。運営はタウンマネジメント機関「街づくりまんぼう」。原画約4,000点を保管しているほか、仮面ライダー等数々の代表作のキャラクター像が展示されている。
2011年（平成23年）3月11日の東日本大震災では、津波が1階天井部分まで到達する事態となり、長期休館となった。その間も再開に向けて復興支援基金を募ったり、「マンガッタン祭り」などのイベントで復興支援を行った。被災から約1年半後の2012年（平成24年）11月17日に営業を再開した。

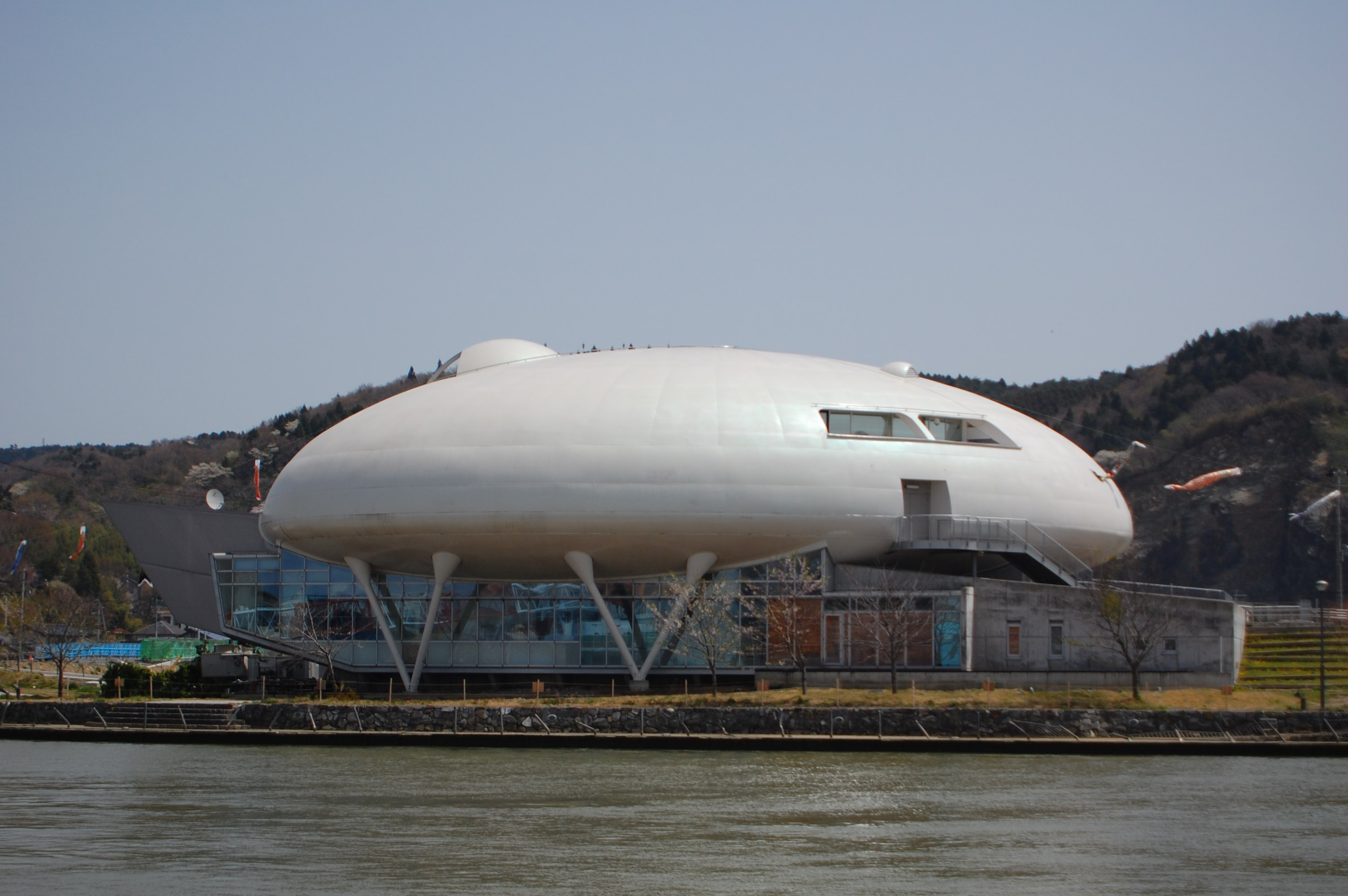
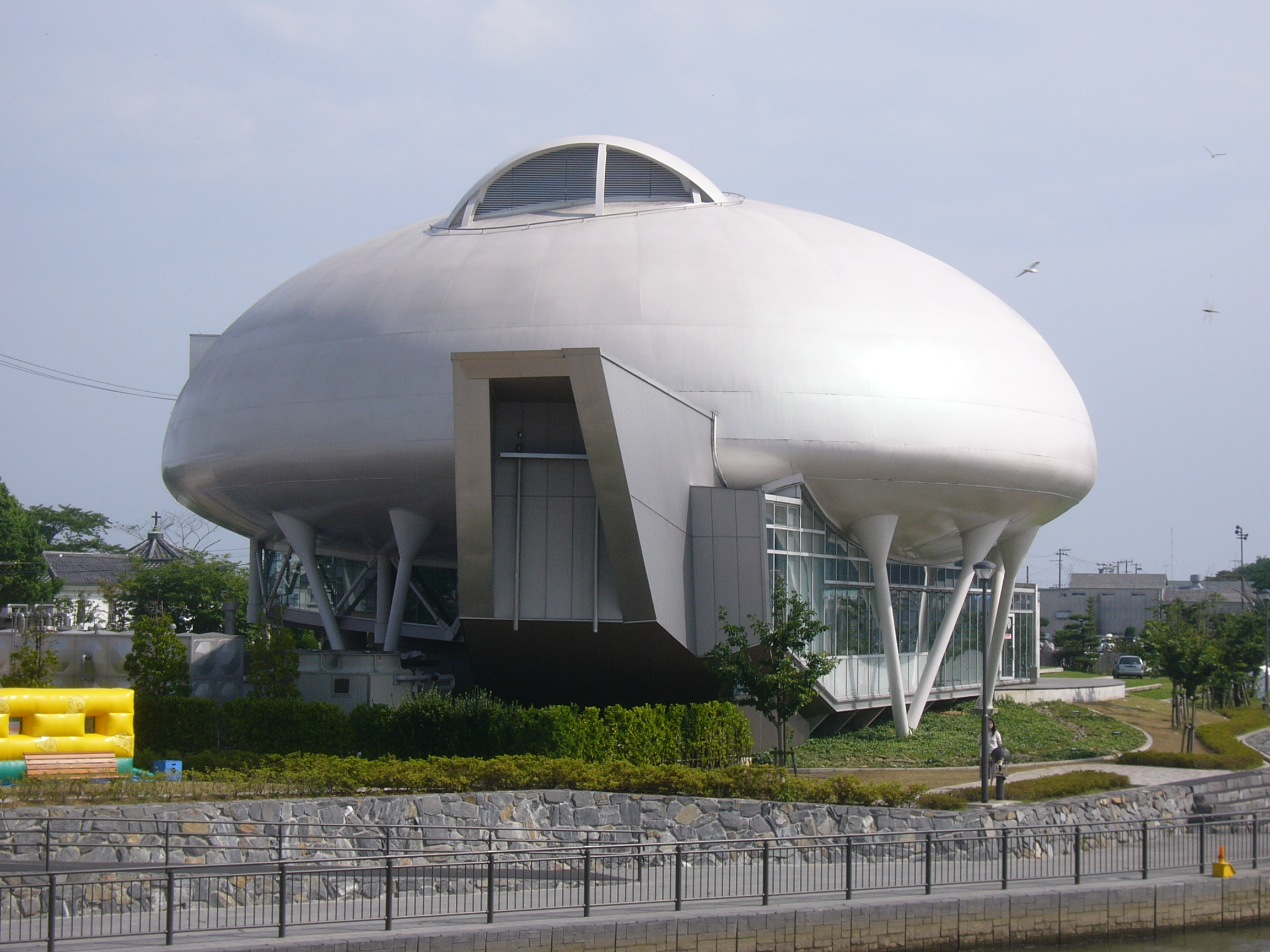

### 岡田劇場
岡田劇場（おかだげきじょう）は、中瀬3番地2号に所在した映画館、劇場。有限会社オカダプランニングが運営していた。
幕末に建てられた石巻初の芝居小屋千葉座にさかのぼる。やがて千葉座は内海座となり、1891年（明治24年）に岡田座となった。岡田座は太平洋戦争中に取り壊された。
1946年（昭和21年）に岡田座は再建され、1949年（昭和24年）には映画上映を開始したのを機に岡田劇場と名を変えた（座席数：312席）。2007年（平成19年）頃には不定期営業となり2011年（平成23年）3月11日に起こった東北地方太平洋沖地震の津波によって全壊した。岡田劇場の建物はなくなったが、運営会社オカダプランニングの社長夫妻は東日本大震災を生き延び、巡回上映（移動上映）などを不定期に行っている。

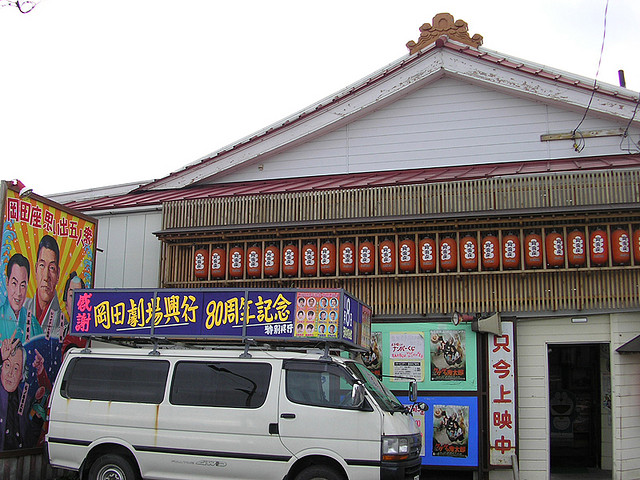
岡田劇場

### 中瀬マリンパーク

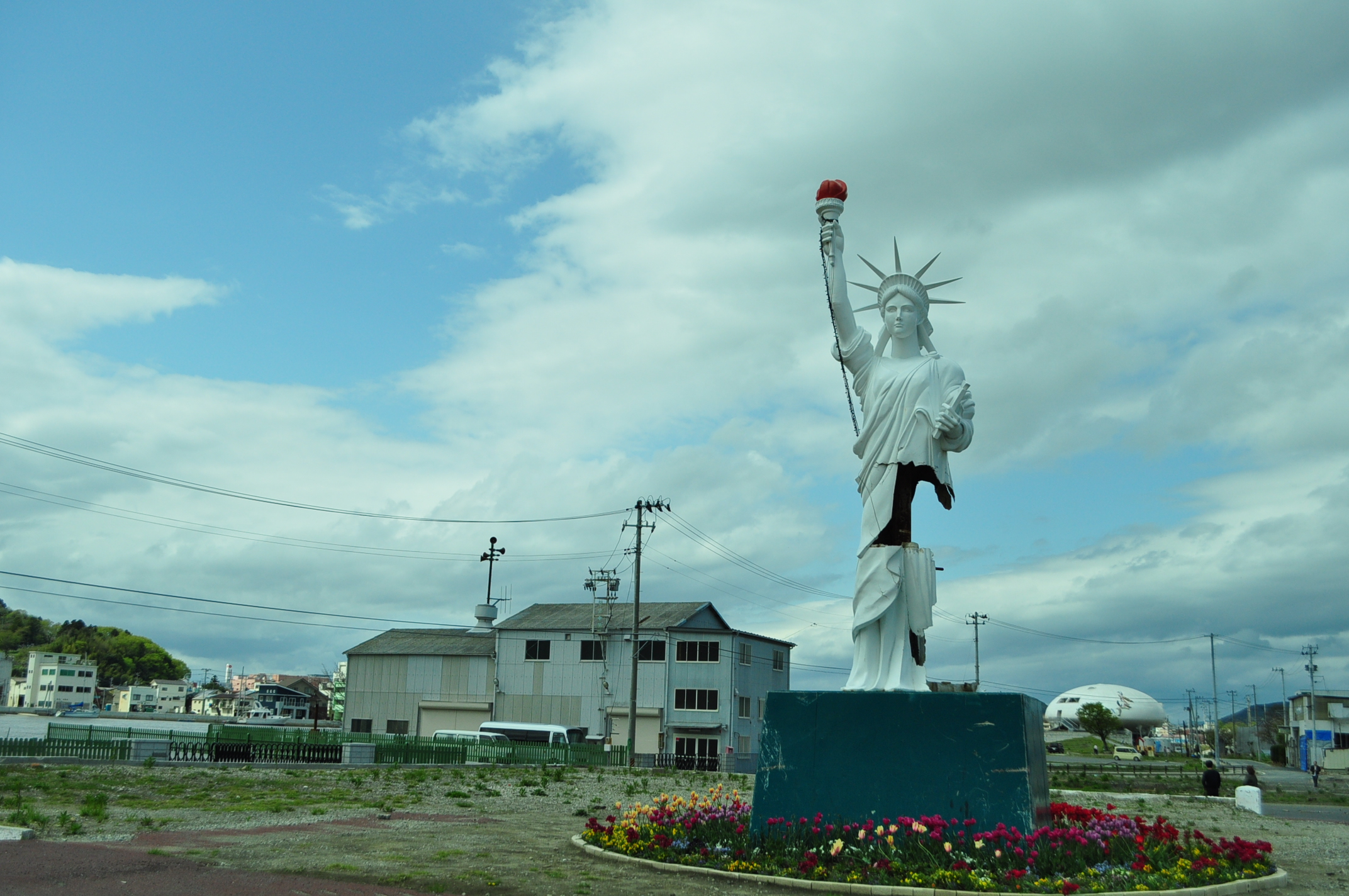
中瀬マリンパークの自由の女神像

高さ約10メートルの自由の女神像（FRP製）が設置されているが東日本大震災により、片足部分が欠損した。

### その他

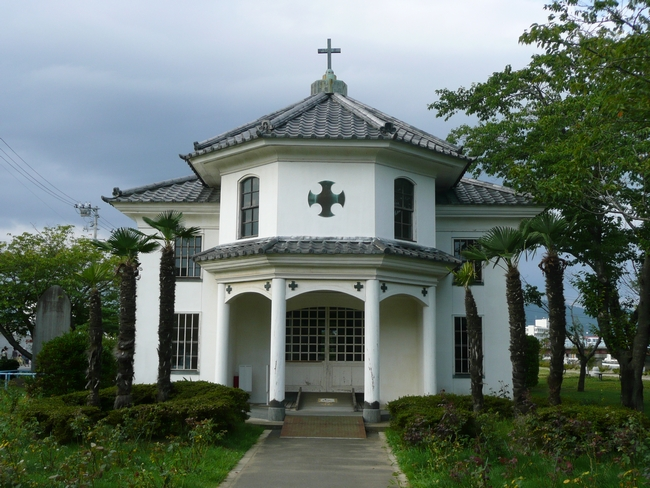
石巻ハリストス正教会「聖使徒イオアン会堂」

- 中瀬公園 - 石ノ森萬画館の南側にある公園。
- 石巻ハリストス正教会教会堂（聖使徒イオアン会堂） - カトリック教会堂。1879年（明治12年）に竣工した建物は石巻市指定文化財。